# Sindaci di Cansano
Di seguito l'elenco cronologico dei sindaci di Cansano e delle altre figure apicali equivalenti che si sono succedute nel corso della storia.

## Regno di Napoli (1809-1816)
| Crescenzo Di Gregorio                         | 1809 | 1810 |
| Crescenzo Colaianni                           | 1810 | 1810 |
| Falco De Camillis (Aggiunto facente funzioni) | 1810 | 1816 |

## Regno delle Due Sicilie (1816-1861)
| Falco De Camillis (Aggiunto facente funzioni)             | 1816 | 1817 |
| Giuseppe Di Gregorio (Eletto facente funzioni)            | 1817 | 1818 |
| Giuseppe Teseo (Eletto di polizia facente funzioni)       | 1818 | 1822 |
| Amadio Villani (Eletto facente funzioni)                  | 1822 | 1824 |
| Pasquale De Palatis (Eletto facente funzioni)             | 1824 | 1830 |
| Crescenzo Di Gesualdo                                     | 1830 | 1833 |
| Pietro Martire Di Giacomo                                 | 1833 | 1836 |
| Marco Di Domenico (Secondo eletto facente funzioni)       | 1836 | 1836 |
| Diodato De Sanctis                                        | 1836 | 1837 |
| Marco Di Domenico (Secondo eletto facente funzioni)       | 1837 | 1839 |
| Giovanni Antonio Morelli                                  | 1839 | 1842 |
| Giovanni De Bartolomeis (Secondo eletto facente funzioni) | 1842 | 1844 |
| Nicola Di Gesualdo                                        | 1844 | 1845 |
| Berardino Di Giallonardo                                  | 1845 | 1847 |
| Giacomo Guadagnoli (Eletto facente funzioni)              | 1847 | 1852 |
| Ippolito Venzi (Eletto facente funzioni)                  | 1852 | 1861 |

## Regno d'Italia (1861-1946)
| Sindaci nominati dal governo (1861-1866)                                                                                      | Sindaci nominati dal governo (1861-1866) | Sindaci nominati dal governo (1861-1866) | Sindaci nominati dal governo (1861-1866) | Sindaci nominati dal governo (1861-1866) |
| Nominativo | Partito                                  | Partito                                  | Mandato                                  | Mandato                                  |
| Nominativo | Partito                                  | Partito                                  | Inizio                                   | Fine                                     |
| --- | ---------------------------------------- | ---------------------------------------- | ---------------------------------------- | ---------------------------------------- |
| Ippolito Venzi (Delegato facente funzioni)                                                                                    |                                          | Destra storica                           | 1861                                     | 1866                                     |
| Sindaci nominati dal Consiglio comunale (1904-1926)                                                                           |                                          |                                          |                                          |                                          |
| Nominativo | Partito                                  | Partito                                  | Mandato                                  | Mandato                                  |
| Nominativo | Partito                                  | Partito                                  | Inizio                                   | Fine                                     |
| Samuele Pugliese (Commissario prefettizio)                                                                                    | –                                        | –                                        | 1904                                     | 1908                                     |
| Salvatore Di Gregorio |                                          | Partito Socialista Italiano              | 1908                                     | 1912                                     |
| Panfilo D'Orazio |                                          | Partito Socialista Italiano              | 1912                                     | 1914                                     |
| Giacomantonio Di Giallonardo                                                                                                  |                                          | Partito Socialista Italiano              | 1914                                     | 1920                                     |
| Lorenzo Colecchia |                                          | Partito Socialista Italiano              | 1920                                     | 1922                                     |
| Berardino De Vincentiis (Commissario prefettizio)                                                                             | –                                        | –                                        | 1922                                     | 1922                                     |
| Giambattista Di Giallonardo                                                                                                   |                                          | Partito Socialista Italiano              | 1922                                     | 1924                                     |
| Gregorio Ruscitti |                                          | Partito Socialista Italiano              | 1924                                     | 1926                                     |
| Podestà nominati dal governo (1926-1943)                                                                                      |                                          |                                          |                                          |                                          |
| Nominativo | Partito                                  | Partito                                  | Mandato                                  | Mandato                                  |
| Nominativo | Partito                                  | Partito                                  | Inizio                                   | Fine                                     |
| Francesco Trasmondi Domenico De Santis Ettore Santelli Panfilo D'Orazio Mario Maiello Silvano Battistella Beniamino Colecchia |                                          | Partito Nazionale Fascista               | 1926                                     | 1943                                     |
| Sindaci del periodo costituzionale transitorio (1943-1946)                                                                    |                                          |                                          |                                          |                                          |
| Nominativo | Partito                                  | Partito                                  | Mandato                                  | Mandato                                  |
| Nominativo | Partito                                  | Partito                                  | Inizio                                   | Fine                                     |
| Sante Di Giannantonio Leonardo Tarulli (Commissari prefettizi)                                                                | –                                        | –                                        | 1943                                     | 1946                                     |

## Repubblica Italiana (dal 1946)
| Sindaci eletti dal Consiglio comunale (1946-1995)    | Sindaci eletti dal Consiglio comunale (1946-1995) | Sindaci eletti dal Consiglio comunale (1946-1995)                                                                                          | Sindaci eletti dal Consiglio comunale (1946-1995) | Sindaci eletti dal Consiglio comunale (1946-1995) | Sindaci eletti dal Consiglio comunale (1946-1995) |
| Nominativo                                           | Partito                                           | Partito | Mandato                                           | Mandato                                           | Elezione                                          |
| Nominativo                                           | Partito                                           | Partito | Inizio                                            | Fine                                              | Elezione                                          |
| ---------------------------------------------------- | ------------------------------------------------- | --- | ------------------------------------------------- | ------------------------------------------------- | ------------------------------------------------- |
| Filippo Di Gregorio                                  |                                                   | Democrazia Cristiana | 1946                                              | 1951                                              | Elezione 1946                                     |
| Edoardo Mariani                                      |                                                   | Democrazia Cristiana | 1951                                              | 1952                                              | Elezione 1951                                     |
| Rocco Chioda                                         |                                                   | Partito Liberale Italiano | 1952                                              | 1956                                              | Elezione 1952                                     |
| Eduardo Genitti                                      |                                                   | Democrazia Cristiana | 1956                                              | 1964                                              | Elezione 1956                                     |
| Sante Di Giannantonio                                |                                                   | Democrazia Cristiana | 1964                                              | 1980                                              | Elezione 1964                                     |
| Sandro Cercone                                       |                                                   | Democrazia Cristiana | 1980                                              | 28 maggio 1990                                    | Elezione 1980                                     |
| Geppino Madrigale                                    |                                                   | Partito Repubblicano Italiano | 28 maggio 1990                                    | 24 aprile 1995                                    | Elezione 1990                                     |
| Sindaci eletti direttamente dai cittadini (dal 1995) |                                                   | |                                                   |                                                   |                                                   |
| Nominativo                                           | Lista                                             | Lista | Mandato                                           | Mandato                                           | Elezione                                          |
| Nominativo                                           | Lista                                             | Lista | Inizio                                            | Fine                                              | Elezione                                          |
| Rocco Ciampaglione                                   |                                                   | Lista civica di centro-destra Il Campanile                                                                                                 | 24 aprile 1995                                    | 15 giugno 2004                                    | Elezione 1995                                     |
| Rocco Ciampaglione                                   | Elezione 1999                                     | Lista civica di centro-destra Il Campanile                                                                                                 | 24 aprile 1995                                    | 15 giugno 2004                                    |                                                   |
| Maura Nicolina Perrotta (Commissario prefettizio)    | –                                                 | – | 15 giugno 2004                                    | 5 aprile 2005                                     | –                                                 |
| Mario Ciampaglione                                   |                                                   | Lista civica di centro-sinistra Insieme per Cansano (2005-2015) poi Lista civica di centro-sinistra Sempre insieme per Cansano (2015-2020) | 5 aprile 2005                                     | 22 settembre 2020                                 | Elezione 2005                                     |
| Mario Ciampaglione                                   | Elezione 2010                                     | Lista civica di centro-sinistra Insieme per Cansano (2005-2015) poi Lista civica di centro-sinistra Sempre insieme per Cansano (2015-2020) | 5 aprile 2005                                     | 22 settembre 2020                                 |                                                   |
| Mario Ciampaglione                                   | Elezione 2015                                     | Lista civica di centro-sinistra Insieme per Cansano (2005-2015) poi Lista civica di centro-sinistra Sempre insieme per Cansano (2015-2020) | 5 aprile 2005                                     | 22 settembre 2020                                 |                                                   |
| Luca Malvestuto                                      |                                                   | Lista civica di centro-sinistra Tutti per Cansano                                                                                          | 22 settembre 2020                                 | in carica                                         | Elezione 2020                                     |